# Куретно
Куретно (словен. Kuretno) — поселення в общині Лашко, Савинський регіон, Словенія. Висота над рівнем моря: 419,1 м.